# نيلك (دشتياري)
نيلك (بالفارسية: نیلک) هي قرية تقع في دشتياري في إيران. يقدر عدد سكانها بـ 121 نسمة بحسب إحصاء 2016.